# بيا غيرا
بيا غيرا هي رسامة كاريكاتير كندية، ولدت في 2 ديسمبر 1971 في هوبوكين في الولايات المتحدة.

## وصلات خارجية
- الموقع الرسمي